# Demostració
Una demostració és un argument rigorós que parteix d'unes premisses que es consideren proposicions acceptades, i tot usant regles correctes d'inferència, arriba a una conclusió. La demostració és, per tant, una justificació acceptable de la conclusió, perquè mostra de quina manera se segueix de les premisses. Tradicionalment la disciplina que s'ha encarregat de l'estudi de les demostracions ha estat la Lògica amb diversos nivells d'abstracció formal.
Les demostracions es troben en tots els àmbits del raonament humà, tant en les converses quotidianes com en totes les disciplines del saber. Tanmateix, hi ha una ciència en què la demostració n'és una part absolutament central: la Matemàtica. No és estrany, doncs, que una branca de la Lògica s'hagi especialitzat a estudiar el tipus de raonament que és específic de les demostracions matemàtiques: la Lògica matemàtica, que és una evolució de la Lògica simbòlica. Aquesta subdisciplina de la Lògica no només rep l'adjectiu "matemàtica" pel fet de dedicar-se al raonament propi d'aquesta ciència, sinó perquè és al seu torn una disciplina purament matemàtica per la metodologia i els objectes que usa. Per aquest motiu, també se l'ha anomenat "metamatemàtica", puix que és una matemàtica que estudia la matemàtica. Actualment, després de gairebé un segle i mig de desenvolupament la Lògica matemàtica s'ha especialitzat en una sèrie de subcamps, dels quals la teoria de la demostració és aquell que més específicament es dedica a l'estudi de les demostracions.